# Exocelina simplex
Exocelina simplex är en skalbaggsart som först beskrevs av Clark 1863.  Exocelina simplex ingår i släktet Exocelina och familjen dykare. Inga underarter finns listade i Catalogue of Life.